# Moshe Atzmon
Pour les articles homonymes, voir Atzmon.
Moshe Atzmon (30 juillet 1931 à Budapest —) est un chef d'orchestre israélien.

## Biographie
À l'âge de 13 ans, il émigre avec sa famille à Tel Aviv.
Il commence sa carrière musicale au cor d'harmonie avant de rejoindre Londres pour étudier la direction. Il remporte plusieurs prix dans ce domaine et dirige par la suite des orchestres majeurs comme celui de la NDR de Hambourg. Entre 1991 et 1994 il dirige l'Orchestre philharmonique de Dortmund.